# قلعة تشالشتر
قلعة تشالشتر هي قلعة تاريخية تعود إلى عصر القاجاريون، وتقع في تشالشتر.

## معرض الصور

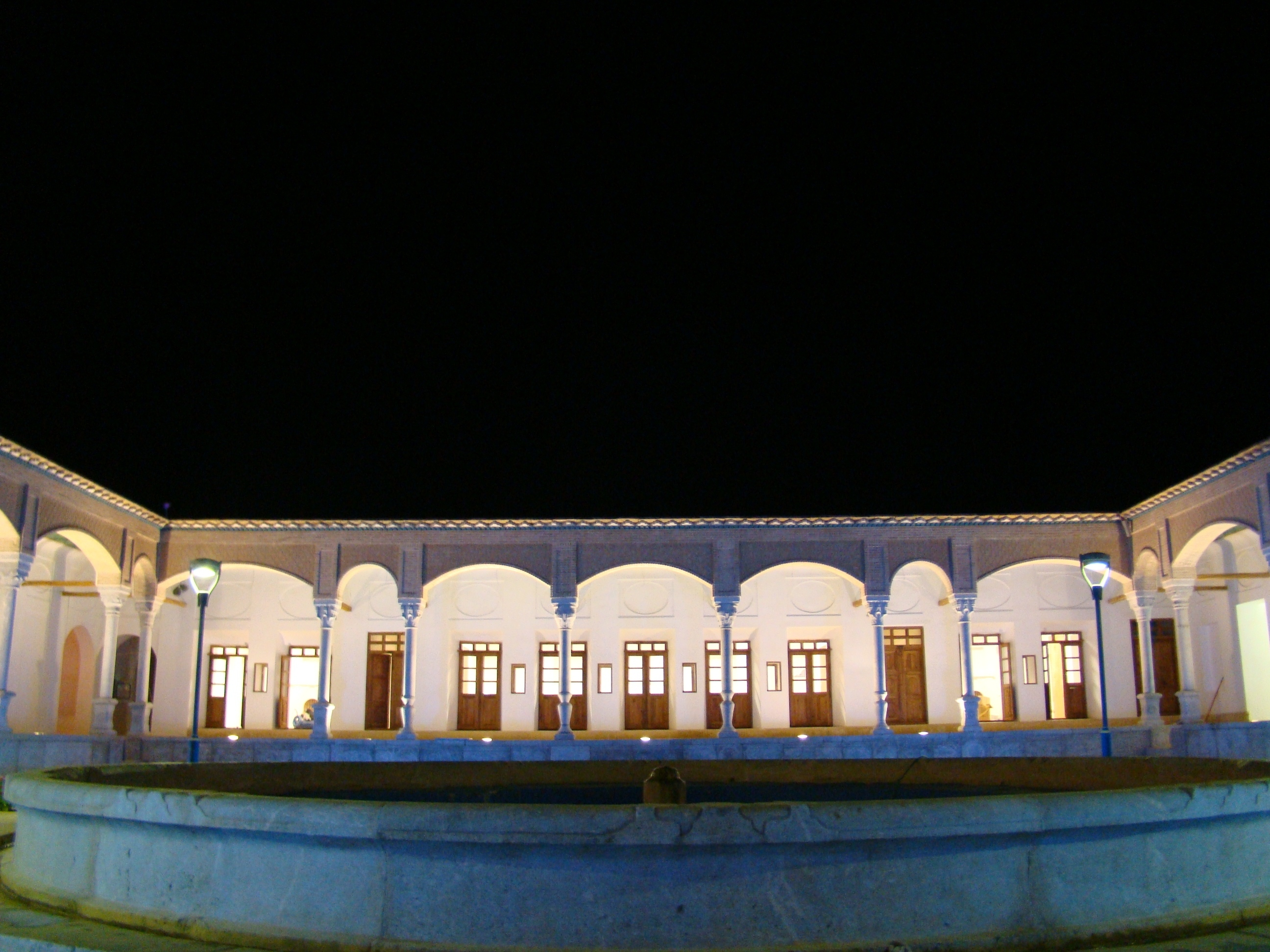
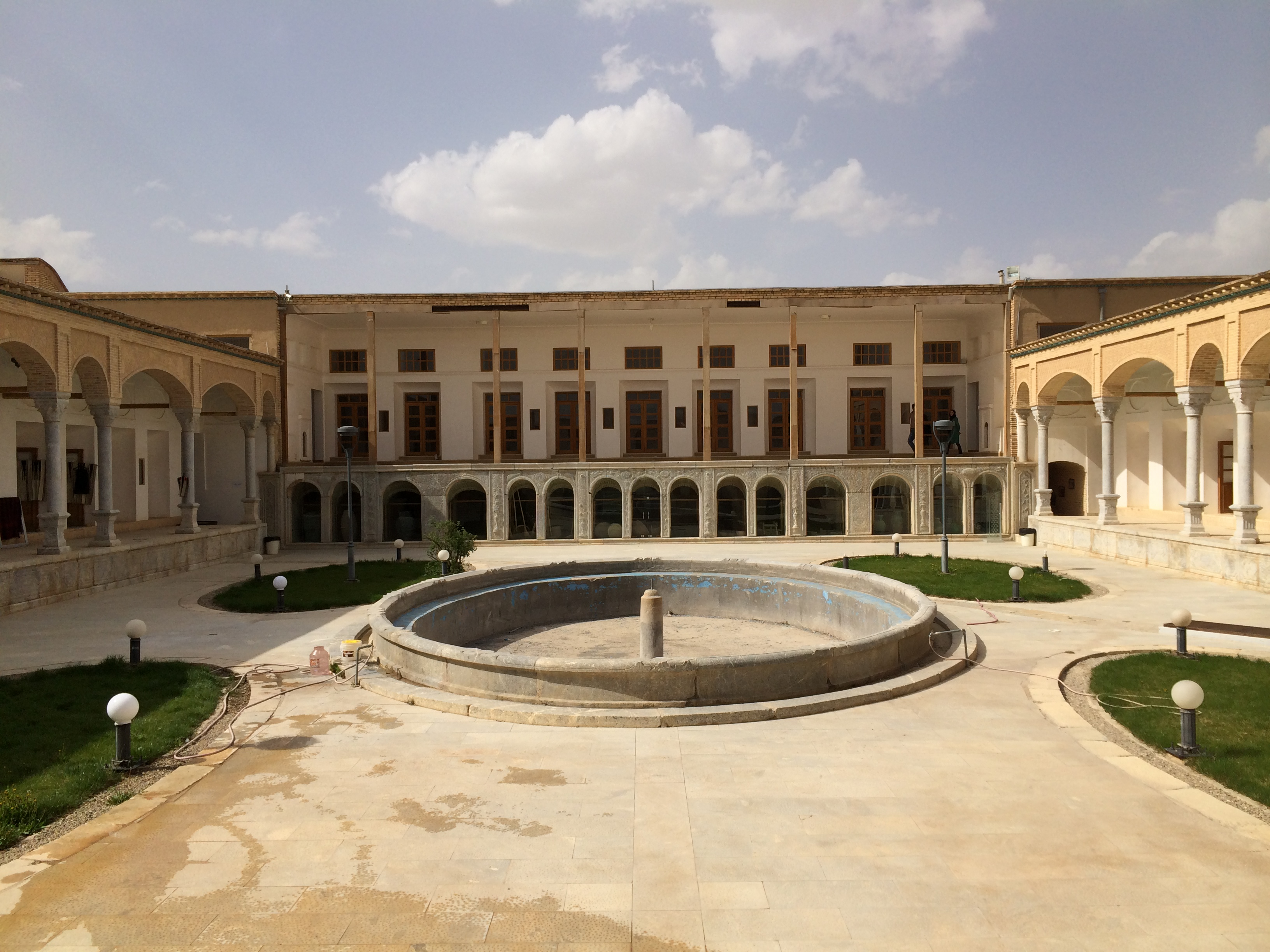
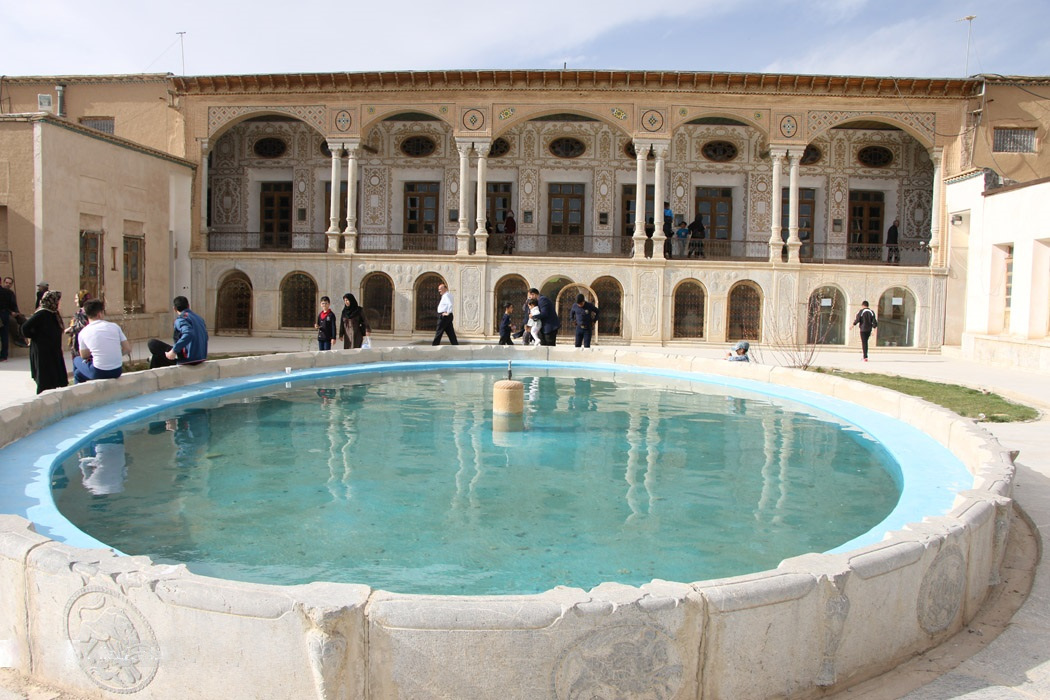
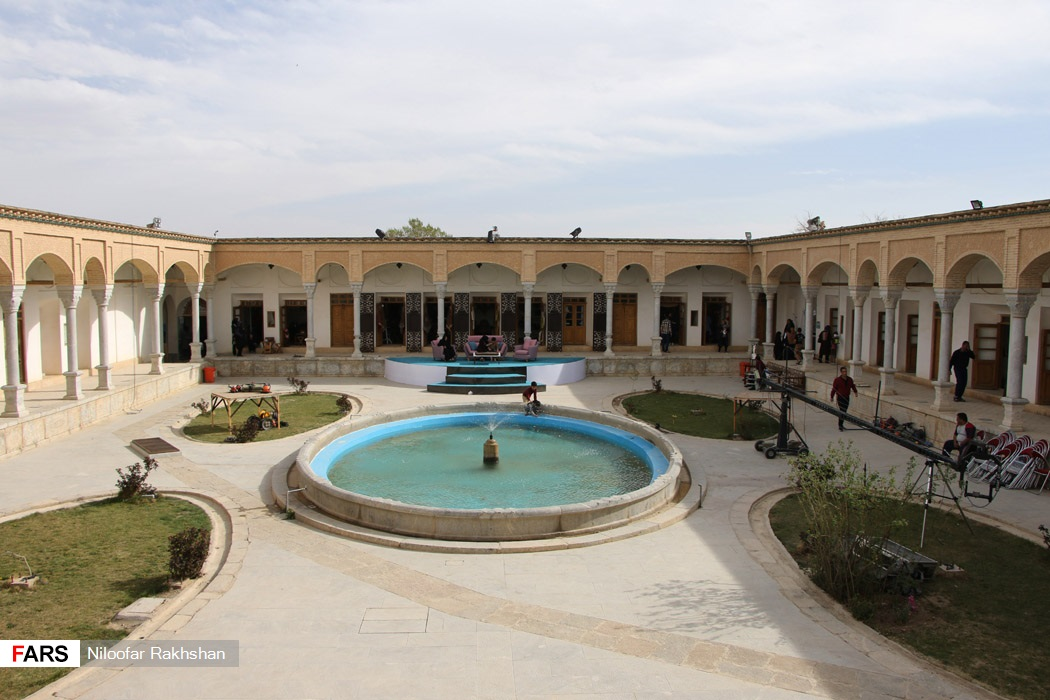
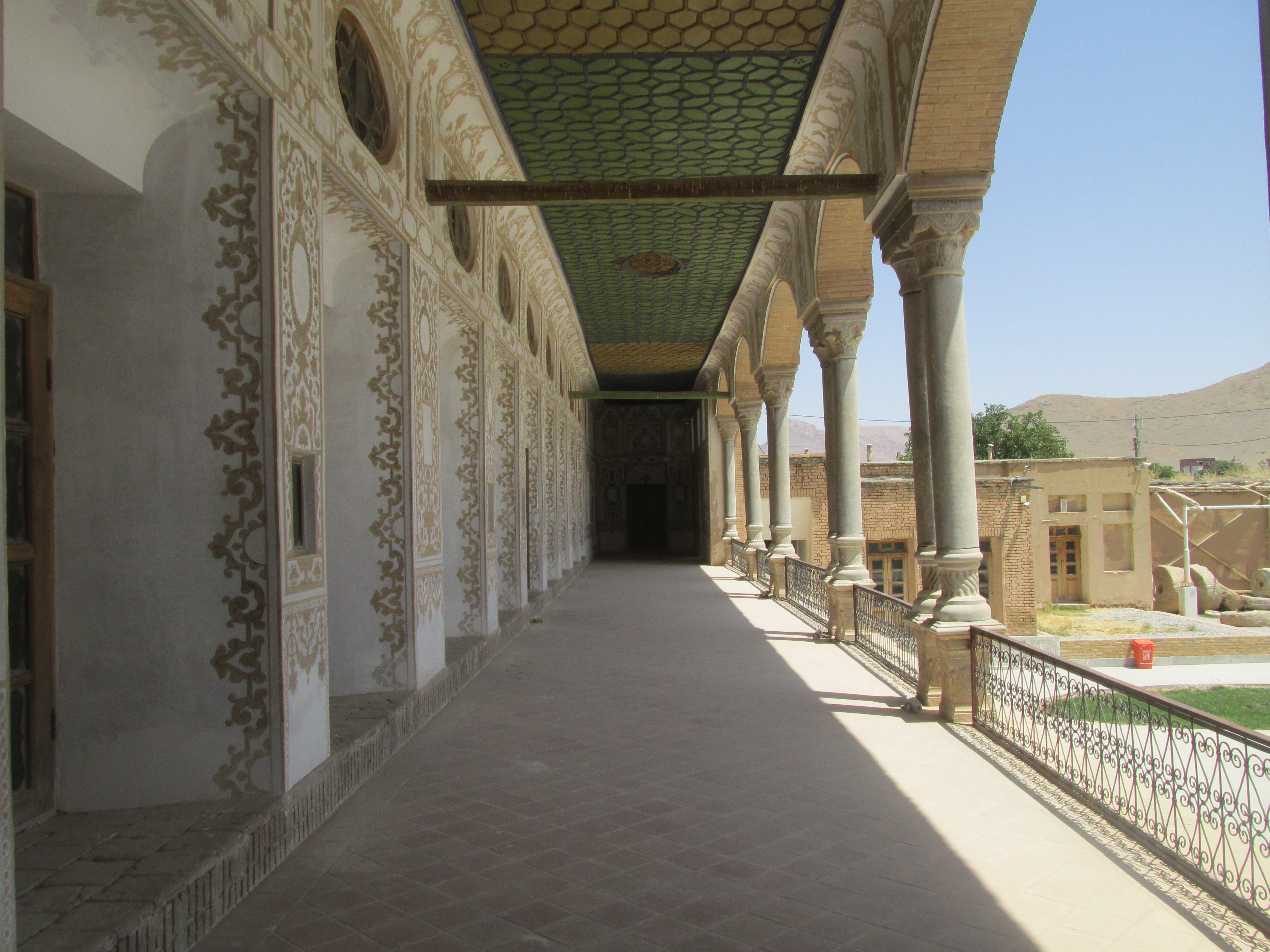
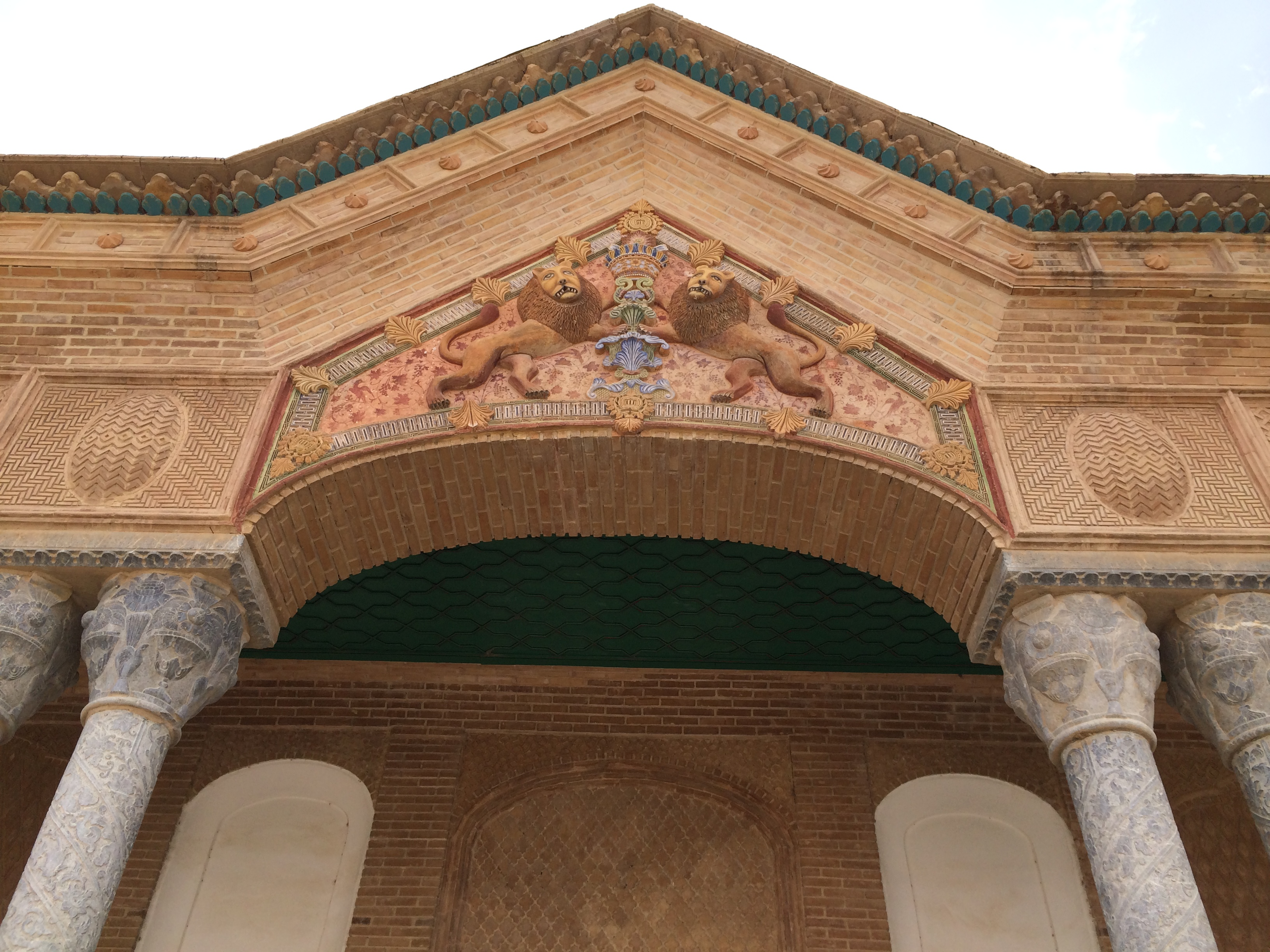
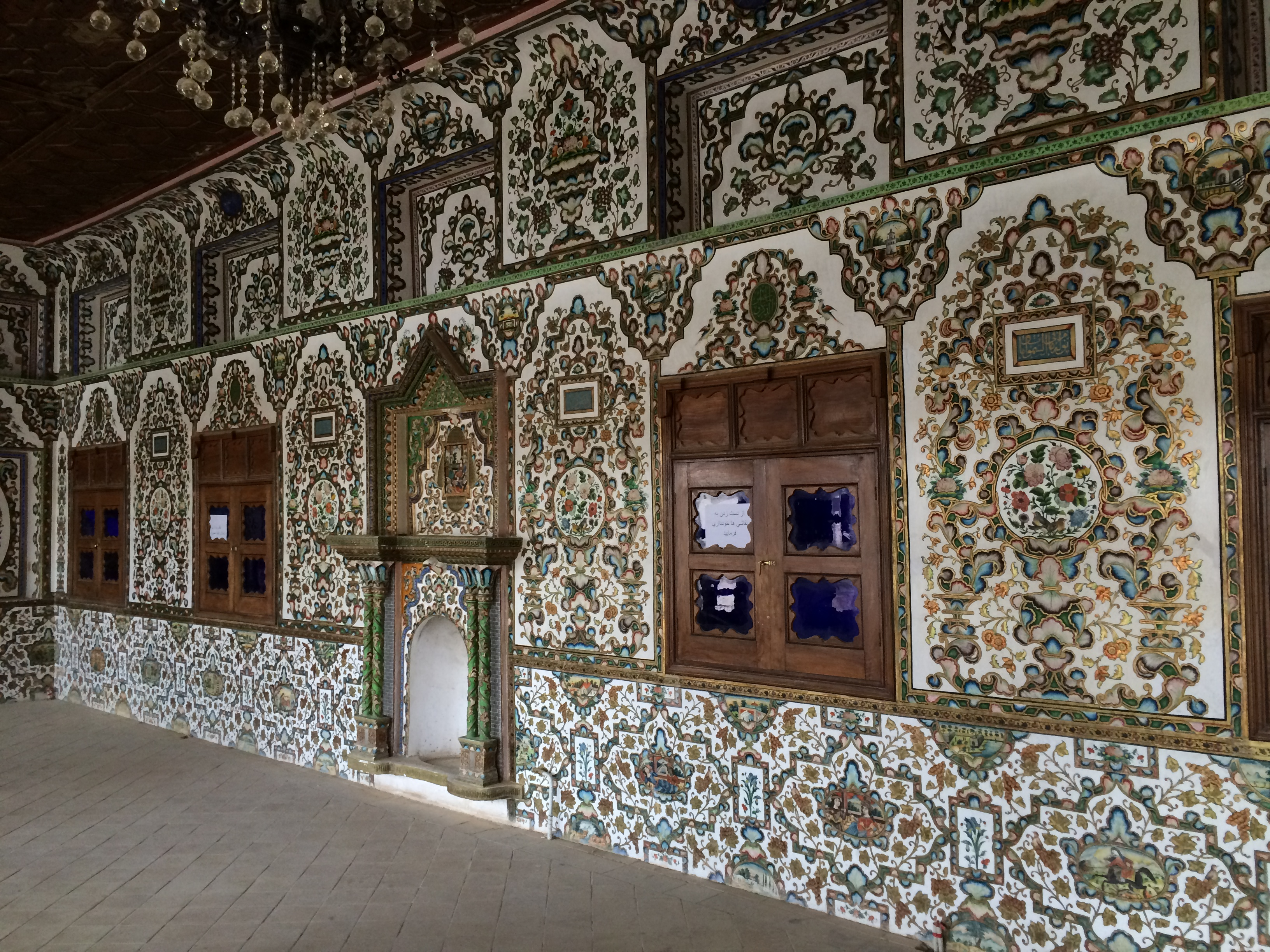
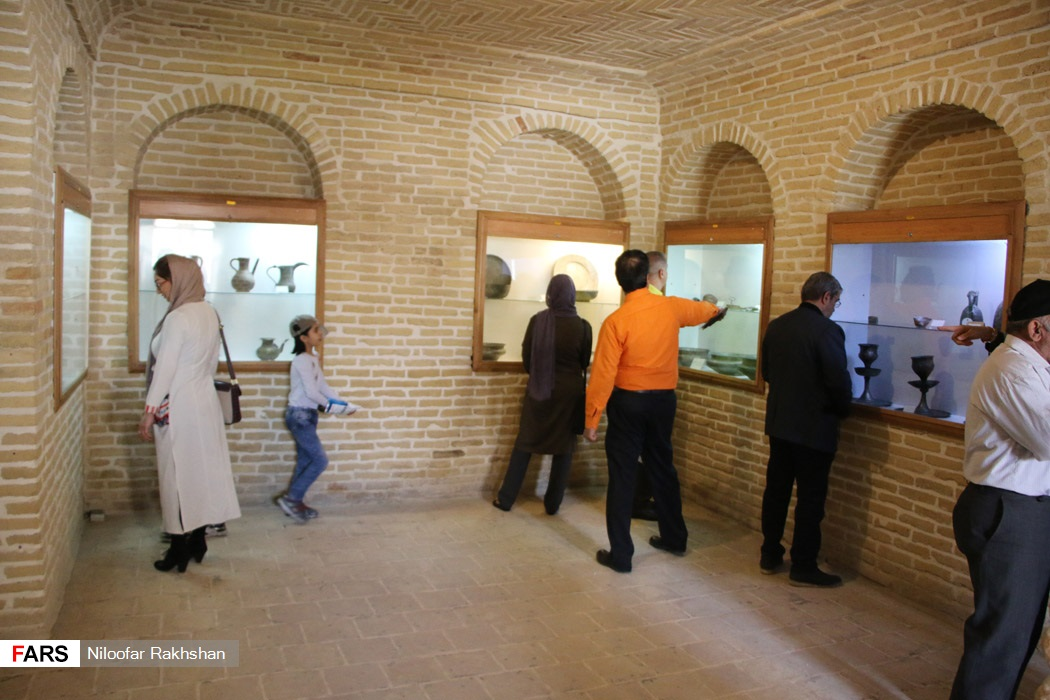